# Oscar/Bestes adaptiertes Drehbuch
Mit dem Oscar für das Beste adaptierte Drehbuch werden die Leistungen eines oder mehrerer Drehbuchautoren eines Films ausgezeichnet. Als adaptiertes Drehbuch (Adapted Screenplay) wird eine Form des Drehbuchs bezeichnet, bei dem das Skript auf einer zuvor veröffentlichten Publikation beruht (wie einem Roman oder einem Theaterstück als Basis von sogenannten Literaturverfilmungen oder auch einem bereits verfilmten Drehbuch). Anfangs unregelmäßig, vergibt die Filmakademie der USA seit 1929 ihren Preis (Oscar) in dieser Kategorie.
Im Gegensatz dazu steht die Kategorie Bestes Originaldrehbuch, das ohne Vorlage verfasst wird. Vor der Einführung der Kategorie Originaldrehbuch im Jahr 1941 gab es ausschließlich die Kategorie Bestes Drehbuch, sodass bis dahin auch zum Teil Filme ohne Literaturvorlagen hier aufgeführt sind.
| Statistik                                         | Statistik |
| ------------------------------------------------- | --- |
| Am häufigsten honorierter Drehbuchautor           | Robert Bolt, Francis Ford Coppola, Ruth Prawer Jhabvala, Joseph L. Mankiewicz, Mario Puzo, Alvin Sargent, George Seaton, Michael Wilson, Alexander Payne und Christopher Hampton (je zwei Siege) |
| Am häufigsten nominierter Drehbuchautor           | Billy Wilder (sieben Nominierungen) |
| Am häufigsten nominierter Drehbuchautor ohne Sieg | Frances Goodrich, Albert Hackett und Stanley Kubrick (je vier Nominierungen) |

In unten stehender Tabelle sind die Filme nach dem Jahr der Verleihung gelistet.

## 1929–1930
| Jahr     | Preisträger                                                            | für den Film                                                           | Nominierungen                                                                        |
| -------- | ---------------------------------------------------------------------- | ---------------------------------------------------------------------- | ------------------------------------------------------------------------------------ |
| 1929     | Benjamin Glazer                                                        | Das Glück in der Mansarde                                              | Alfred A. Cohn für Der Jazzsänger Anthony Coldeway für Die Liebe der Betty Patterson |
| 1930 (1) | Preis in dieser Kategorie nicht vergeben (siehe Oscar/Bestes Drehbuch) | Preis in dieser Kategorie nicht vergeben (siehe Oscar/Bestes Drehbuch) | Preis in dieser Kategorie nicht vergeben (siehe Oscar/Bestes Drehbuch)               |
| 1930 (2) | Preis in dieser Kategorie nicht vergeben (siehe Oscar/Bestes Drehbuch) | Preis in dieser Kategorie nicht vergeben (siehe Oscar/Bestes Drehbuch) | Preis in dieser Kategorie nicht vergeben (siehe Oscar/Bestes Drehbuch)               |

## 1931–1940
| Jahr | Preisträger                                                  | für den Film                   | Nominierungen |
| ---- | ------------------------------------------------------------ | ------------------------------ | --- |
| 1931 | Howard Estabrook                                             | Pioniere des wilden Westens    | Francis Edward Faragoh und Robert N. Lee für Der kleine Cäsar Horace Jackson für Holiday Joseph L. Mankiewicz und Sam Mintz für Skippy Seton I. Miller und Fred Niblo Jr. für Das Strafgesetzbuch                                               |
| 1932 | Edwin J. Burke                                               | Bad Girl                       | Percy Heath und Samuel Hoffenstein für Dr. Jekyll and Mr. Hyde Sidney Howard für Arrowsmith |
| 1933 | Keine Oscarverleihung                                        | Keine Oscarverleihung          | Keine Oscarverleihung |
| 1934 | Victor Heerman Sarah Y. Mason                                | Vier Schwestern                | Paul Green und Sonya Levien für Jahrmarktsrummel Robert Riskin für Lady für einen Tag |
| 1935 | Robert Riskin                                                | Es geschah in einer Nacht      | Frances Goodrich und Albert Hackett für Der dünne Mann Ben Hecht für Schrei der Gehetzten |
| 1936 | Dudley Nichols                                               | Der Verräter                   | Achmed Abdullah, John L. Balderston, Grover Jones, William Slavens McNutt und Waldemar Young für Bengali Jules Furthman, Talbot Jennings und Carey Wilson für Meuterei auf der Bounty Casey Robinson für Unter Piratenflagge                    |
| 1937 | Pierre Collings Sheridan Gibney                              | Louis Pasteur                  | Frances Goodrich und Albert Hackett für Dünner Mann, 2. Fall Eric Hatch und Morrie Ryskind für Mein Mann Godfrey Sidney Howard für Zeit der Liebe, Zeit des Abschieds Robert Riskin für Mr. Deeds geht in die Stadt                             |
| 1938 | Heinz Herald Géza Herczeg Norman Reilly Raine                | Das Leben des Emile Zola       | Alan Campbell, Robert Carson und Dorothy Parker für Ein Stern geht auf Marc Connelly, John Lee Mahin und Dale Van Every für Manuel Viña Delmar für Die schreckliche Wahrheit Morrie Ryskind und Anthony Veiller für Bühneneingang               |
| 1939 | George Bernard Shaw Ian Dalrymple Cecil Lewis W. P. Lipscomb | Der Roman eines Blumenmädchens | Lenore J. Coffee und Julius J. Epstein für Vater dirigiert Ian Dalrymple, Elizabeth Hill und Frank Wead für Die Zitadelle John Meehan und Dore Schary für Teufelskerle Robert Riskin für Lebenskünstler                                         |
| 1940 | Sidney Howard (Posthume Auszeichnung)                        | Vom Winde verweht              | Charles Brackett, Walter Reisch und Billy Wilder für Ninotschka Sidney Buchman für Mr. Smith geht nach Washington Ben Hecht und Charles MacArthur für Sturmhöhe Eric Maschwitz, R. C. Sherriff und Claudine West für Auf Wiedersehen, Mr. Chips |

## 1941–1950
| Jahr | Preisträger                                                 | für den Film                    | Nominierungen |
| ---- | ----------------------------------------------------------- | ------------------------------- | --- |
| 1941 | Donald Ogden Stewart                                        | Die Nacht vor der Hochzeit      | Nunnally Johnson für Früchte des Zorns Dudley Nichols für Der lange Weg nach Cardiff Robert E. Sherwood und Joan Harrison für Rebecca Dalton Trumbo für Fräulein Kitty |
| 1942 | Sidney Buchman Seton I. Miller                              | Urlaub vom Himmel               | Charles Brackett und Billy Wilder für Das goldene Tor Philip Dunne für Schlagende Wetter Lillian Hellman für Die kleinen Füchse John Huston für Die Spur des Falken |
| 1943 | George Froeschel James Hilton Claudine West Arthur Wimperis | Mrs. Miniver                    | Rodney Ackland und Emeric Pressburger für 49th Parallel Sidney Buchman und Irwin Shaw für Zeuge der Anklage George Froeschel, Claudine West und Arthur Wimperis für Gefundene Jahre Herman J. Mankiewicz und Jo Swerling für Der große Wurf                                    |
| 1944 | Julius J. Epstein Philip G. Epstein Howard Koch             | Casablanca                      | Richard Flournoy, Lewis R. Foster, Frank Ross und Robert Russell für Immer mehr, immer fröhlicher Dashiell Hammett für Watch on the Rhine Nunnally Johnson für Holy Matrimony George Seaton für Das Lied von Bernadette                                                        |
| 1945 | Frank Butler Frank Cavett                                   | Der Weg zum Glück               | John L. Balderston, Walter Reisch und John Van Druten für Das Haus der Lady Alquist Irving Brecher und Fred F. Finklehoffe für Meet Me in St. Louis Raymond Chandler und Billy Wilder für Frau ohne Gewissen Jay Dratler, Samuel Hoffenstein und Elizabeth Reinhardt für Laura |
| 1946 | Charles Brackett Billy Wilder                               | Das verlorene Wochenende        | Leopold Atlas, Guy Endore und Philip Stevenson für Schlachtgewitter am Monte Cassino Frank Davis und Tess Slesinger für Ein Baum wächst in Brooklyn Ranald MacDougall für Solange ein Herz schlägt Albert Maltz für Pride of the Marines                                       |
| 1947 | Robert E. Sherwood                                          | Die besten Jahre unseres Lebens | Sergio Amidei und Federico Fellini für Rom, offene Stadt Sally Benson und Talbot Jennings für Anna und der König von Siam Anthony Havelock-Allan, David Lean und Ronald Neame für Begegnung Anthony Veiller für Rächer der Unterwelt                                           |
| 1948 | George Seaton                                               | Das Wunder von Manhattan        | Moss Hart für Tabu der Gerechten David Lean, Ronald Neame und Anthony Havelock-Allan für Geheimnisvolle Erbschaft Richard Murphy für Boomerang! John Paxton für Im Kreuzfeuer                                                                                                  |
| 1949 | John Huston                                                 | Der Schatz der Sierra Madre     | Charles Brackett, Billy Wilder und Richard L. Breen für Eine auswärtige Affäre Frank Partos und Millen Brand für Die Schlangengrube Richard Schweizer und David Wechsler für Die Gezeichneten Irma von Cube und Allen Vincent für Schweigende Lippen                           |
| 1950 | Joseph L. Mankiewicz                                        | Ein Brief an drei Frauen        | Carl Foreman für Zwischen Frauen und Seilen Graham Greene für Kleines Herz in Not Robert Rossen für Der Mann, der herrschen wollte Cesare Zavattini für Fahrraddiebe |

## 1951–1960
| Jahr | Preisträger                               | für den Film              | Nominierungen |
| ---- | ----------------------------------------- | ------------------------- | --- |
| 1951 | Joseph L. Mankiewicz                      | Alles über Eva            | Frances Goodrich und Albert Hackett für Vater der Braut Ben Maddow und John Huston für Asphalt-Dschungel Albert Maltz für Der gebrochene Pfeil Albert Mannheimer für Die ist nicht von gestern                                                 |
| 1952 | Michael Wilson Harry Brown                | Ein Platz an der Sonne    | James Agee und John Huston für African Queen Jacques Natanson und Max Ophüls für Der Reigen Tennessee Williams für Endstation Sehnsucht Philip Yordan und Robert Wyler für Polizeirevier 21                                                    |
| 1953 | Charles Schnee                            | Stadt der Illusionen      | Carl Foreman für Zwölf Uhr mittags Roger MacDougall, John Dighton und Alexander Mackendrick für Der Mann im weißen Anzug Frank S. Nugent für Der Sieger Michael Wilson für Der Fall Cicero                                                     |
| 1954 | Daniel Taradash                           | Verdammt in alle Ewigkeit | Eric Ambler für Der große Atlantik Helen Deutsch für Lili A. B. Guthrie Junior für Mein großer Freund Shane Ian McLellan Hunter und John Dighton für Ein Herz und eine Krone                                                                   |
| 1955 | George Seaton                             | Ein Mädchen vom Lande     | Albert Hackett, Frances Goodrich und Dorothy Kingsley für Eine Braut für sieben Brüder John Michael Hayes für Das Fenster zum Hof Stanley Roberts für Die Caine war ihr Schicksal Billy Wilder, Samuel A. Taylor und Ernest Lehman für Sabrina |
| 1956 | Paddy Chayefsky                           | Marty                     | Richard Brooks für Die Saat der Gewalt Daniel Fuchs und Isobel Lennart für Tyrannische Liebe Millard Kaufman für Stadt in Angst Paul Osborn für Jenseits von Eden                                                                              |
| 1957 | James Poe John Farrow S. J. Perelman      | In 80 Tagen um die Welt   | Norman Corwin für Vincent van Gogh – Ein Leben in Leidenschaft Fred Guiol und Ivan Moffat für Giganten Tennessee Williams für Baby Doll – Begehre nicht des anderen Weib Michael Wilson für Lockende Versuchung                                |
| 1958 | Pierre Boulle Carl Foreman Michael Wilson | Die Brücke am Kwai        | John Michael Hayes für Glut unter der Asche John Lee Mahin und John Huston für Der Seemann und die Nonne Paul Osborn für Sayonara Reginald Rose für Die zwölf Geschworenen                                                                     |
| 1959 | Alan Jay Lerner                           | Gigi                      | Richard Brooks und James Poe für Die Katze auf dem heißen Blechdach Nelson Gidding und Don Mankiewicz für Laßt mich leben Alec Guinness für Des Pudels Kern Terence Rattigan und John Gay für Getrennt von Tisch und Bett                      |
| 1960 | Neil Paterson                             | Der Weg nach oben         | Robert Anderson für Geschichte einer Nonne Wendell Mayes für Anatomie eines Mordes Karl Tunberg für Ben Hur Billy Wilder und I. A. L. Diamond für Manche mögen’s heiß                                                                          |

## 1961–1970
| Jahr | Preisträger         | für den Film                         | Nominierungen |
| ---- | ------------------- | ------------------------------------ | --- |
| 1961 | Richard Brooks      | Elmer Gantry                         | James Kennaway für Einst ein Held Gavin Lambert und T. E. B. Clarke für Söhne und Liebhaber Isobel Lennart für Der endlose Horizont Nedrick Young und Harold Jacob Smith für Wer den Wind sät                                              |
| 1962 | Abby Mann           | Urteil von Nürnberg                  | George Axelrod für Frühstück bei Tiffany Sidney Carroll und Robert Rossen für Haie der Großstadt Carl Foreman für Die Kanonen von Navarone Ernest Lehman für West Side Story                                                               |
| 1963 | Horton Foote        | Wer die Nachtigall stört             | Robert Bolt und Michael Wilson für Lawrence von Arabien William Gibson für Licht im Dunkel Vladimir Nabokov für Lolita Eleanor Perry für David und Lisa                                                                                    |
| 1964 | John Osborne        | Tom Jones – Zwischen Bett und Galgen | Serge Bourguignon und Antoine Tudal für Sonntage mit Sybill Richard L. Breen, Phoebe Ephron und Henry Ephron für Captain Newman James Poe für Lilien auf dem Felde Irving Ravetch und Harriet Frank Jr. für Der Wildeste unter Tausend     |
| 1965 | Edward Anhalt       | Becket                               | Michael Cacoyannis für Alexis Sorbas Stanley Kubrick, Peter George und Terry Southern für Dr. Seltsam oder: Wie ich lernte, die Bombe zu lieben Alan Jay Lerner für My Fair Lady Bill Walsh und Don DaGradi für Mary Poppins               |
| 1966 | Robert Bolt         | Doktor Schiwago                      | Herb Gardner für Tausend Clowns Stanley Mann und John Kohn für Der Fänger Abby Mann für Das Narrenschiff Walter Newman und Frank Pierson für Cat Ballou – Hängen sollst du in Wyoming                                                      |
| 1967 | Robert Bolt         | Ein Mann zu jeder Jahreszeit         | Richard Brooks für Die gefürchteten Vier Ernest Lehman für Wer hat Angst vor Virginia Woolf? Bill Naughton für Der Verführer läßt schön grüßen William Rose für Die Russen kommen! Die Russen kommen!                                      |
| 1968 | Stirling Silliphant | In der Hitze der Nacht               | Richard Brooks für Kaltblütig Donn Pearce und Frank Pierson für Der Unbeugsame Joseph Strick und Fred Haines für Ulysses Calder Willingham und Buck Henry für Die Reifeprüfung                                                             |
| 1969 | James Goldman       | Der Löwe im Winter                   | Vernon Harris für Oliver Roman Polański für Rosemaries Baby Neil Simon für Ein seltsames Paar Stewart Stern für Die Liebe eines Sommers |
| 1970 | Waldo Salt          | Asphalt-Cowboy                       | John Hale, Bridget Boland und Richard Sokolove für Königin für tausend Tage James Poe und Robert E. Thompson für Nur Pferden gibt man den Gnadenschuß Arnold Schulman für Zum Teufel mit der Unschuld Jorge Semprún und Costa-Gavras für Z |

## 1971–1980
| Jahr | Preisträger                     | für den Film                            | Nominierungen |
| ---- | ------------------------------- | --------------------------------------- | --- |
| 1971 | Ring Lardner junior             | M*A*S*H                                 | Robert Anderson für Kein Lied für meinen Vater Joseph Bologna, David Zelag Goodman und Renée Taylor für Liebhaber und andere Fremde Larry Kramer für Liebende Frauen George Seaton für Airport                                                                                              |
| 1972 | Ernest Tidyman                  | French Connection – Brennpunkt Brooklyn | Bernardo Bertolucci für Der große Irrtum Stanley Kubrick für Uhrwerk Orange Larry McMurtry und Peter Bogdanovich für Die letzte Vorstellung Ugo Pirro und Vittorio Bonicelli für Der Garten der Finzi Contini                                                                               |
| 1973 | Mario Puzo Francis Ford Coppola | Der Pate                                | Lonne Elder III für Das Jahr ohne Vater Julius J. Epstein für Peter und Tillie Jay Presson Allen für Cabaret Jan Troell und Bengt Forslund für Emigranten |
| 1974 | William Peter Blatty            | Der Exorzist                            | James Bridges für Zeit der Prüfungen Waldo Salt und Norman Wexler für Serpico Alvin Sargent für Paper Moon Robert Towne für Das letzte Kommando |
| 1975 | Francis Ford Coppola Mario Puzo | Der Pate – Teil II                      | Julian Barry für Lenny Paul Dehn für Mord im Orient-Expreß Mordecai Richler und Lionel Chetwynd für Duddy will hoch hinaus Gene Wilder und Mel Brooks für Frankenstein Junior |
| 1976 | Lawrence Hauben Bo Goldman      | Einer flog über das Kuckucksnest        | John Huston und Gladys Hill für Der Mann, der König sein wollte Stanley Kubrick für Barry Lyndon Ruggero Maccari und Dino Risi für Der Duft der Frauen (Profumo di donna) Neil Simon für Die Sunny Boys                                                                                     |
| 1977 | William Goldman                 | Die Unbestechlichen                     | Federico Fellini und Bernardino Zapponi für Fellinis Casanova Robert Getchell für Dieses Land ist mein Land Nicholas Meyer für Kein Koks für Sherlock Holmes Steve Shagan und David Butler für Reise der Verdammten                                                                         |
| 1978 | Alvin Sargent                   | Julia                                   | Luis Buñuel und Jean-Claude Carrière für Dieses obskure Objekt der Begierde Larry Gelbart für Oh Gott … Gavin Lambert und Lewis John Carlino für Ich hab’ dir nie einen Rosengarten versprochen Peter Shaffer für Equus – Blinde Pferde                                                     |
| 1979 | Oliver Stone                    | 12 Uhr nachts – Midnight Express        | Elaine May und Warren Beatty für Der Himmel soll warten Walter Newman für Heißes Blut Neil Simon für Das verrückte California-Hotel Bernard Slade für Nächstes Jahr, selbe Zeit |
| 1980 | Robert Benton                   | Kramer gegen Kramer                     | Allan Burns für Ich liebe dich – I Love You – Je t’aime John Milius und Francis Ford Coppola für Apocalypse Now Irving Ravetch und Harriet Frank Jr. für Norma Rae – Eine Frau steht ihren Mann Francis Veber, Édouard Molinaro, Marcello Danon und Jean Poiret für Ein Käfig voller Narren |

## 1981–1990
| Jahr | Preisträger                            | für den Film                 | Nominierungen |
| ---- | -------------------------------------- | ---------------------------- | --- |
| 1981 | Alvin Sargent                          | Eine ganz normale Familie    | Christopher De Vore, Eric Bergren und David Lynch für Der Elefantenmensch Jonathan Hardy, David Stevens und Bruce Beresford für Der Fall des Lieutnant Morant Lawrence B. Marcus und Richard Rush für Der lange Tod des Stuntman Cameron Thomas Rickman für Nashville Lady |
| 1982 | Ernest Thompson                        | Am goldenen See              | Harold Pinter für Die Geliebte des französischen Leutnants Dennis Potter für Tanz in den Wolken Jay Presson Allen und Sidney Lumet für Prince of the City Michael Weller für Ragtime                                                                                       |
| 1983 | Constantin Costa-Gavras Donald Stewart | Vermißt                      | Blake Edwards für Victor/Victoria David Mamet für The Verdict – Die Wahrheit und nichts als die Wahrheit Alan J. Pakula für Sophies Entscheidung Wolfgang Petersen für Das Boot                                                                                            |
| 1984 | James L. Brooks                        | Zeit der Zärtlichkeit        | Julius J. Epstein für Ruben, Ruben Ronald Harwood für Ein ungleiches Paar Harold Pinter für Betrug Willy Russell für Rita will es endlich wissen |
| 1985 | Peter Shaffer                          | Amadeus                      | Charles Fuller für Sergeant Waters – Eine Soldatengeschichte David Lean für Reise nach Indien Bruce Robinson für The Killing Fields – Schreiendes Land Robert Towne und Michael Austin für Greystoke – Die Legende von Tarzan, Herr der Affen                              |
| 1986 | Kurt Luedtke                           | Jenseits von Afrika          | Richard Condon und Janet Roach für Die Ehre der Prizzis Horton Foote für A Trip to Bountiful – Reise ins Glück Menno Meyjes für Die Farbe Lila Leonard Schrader für Kuß der Spinnenfrau                                                                                    |
| 1987 | Ruth Prawer Jhabvala                   | Zimmer mit Aussicht          | Hesper Anderson und Mark Medoff für Gottes vergessene Kinder Raynold Gideon und Bruce A. Evans für Stand by Me – Das Geheimnis eines Sommers Beth Henley für Verbrecherische Herzen Richard Price für Die Farbe des Geldes                                                 |
| 1988 | Mark Peploe Bernardo Bertolucci        | Der letzte Kaiser            | James Dearden für Eine verhängnisvolle Affäre Lasse Hallström, Reidar Jönsson, Brasse Brännström und Per Berglund für Mein Leben als Hund Tony Huston für The Dead – Die Toten Stanley Kubrick, Michael Herr und Gustav Hasford für Full Metal Jacket                      |
| 1989 | Christopher Hampton                    | Gefährliche Liebschaften     | Jean-Claude Carrière und Philip Kaufman für Die unerträgliche Leichtigkeit des Seins Christine Edzard für Klein Dorrit Frank Galati und Lawrence Kasdan für Die Reisen des Mr. Leary Anna Hamilton Phelan und Tab Murphy für Gorillas im Nebel                             |
| 1990 | Alfred Uhry                            | Miss Daisy und ihr Chauffeur | Phil Alden Robinson für Feld der Träume Jim Sheridan und Shane Connaughton für Mein linker Fuß Roger L. Simon und Paul Mazursky für Feinde – Die Geschichte einer Liebe Oliver Stone und Ron Kovic für Geboren am 4. Juli                                                  |

## 1991–2000
| Jahr | Preisträger                   | für den Film                       | Nominierungen |
| ---- | ----------------------------- | ---------------------------------- | --- |
| 1991 | Michael Blake                 | Der mit dem Wolf tanzt             | Nicholas Kazan für Die Affäre der Sunny von B. Nicholas Pileggi und Martin Scorsese für GoodFellas – Drei Jahrzehnte in der Mafia Donald E. Westlake für Grifters Steven Zaillian für Zeit des Erwachens                                                  |
| 1992 | Ted Tally                     | Das Schweigen der Lämmer           | Pat Conroy und Becky Johnston für Herr der Gezeiten Fannie Flagg und Carol Sobieski für Grüne Tomaten Agnieszka Holland für Hitlerjunge Salomon Oliver Stone und Zachary Sklar für JFK – Tatort Dallas                                                    |
| 1993 | Ruth Prawer Jhabvala          | Wiedersehen in Howards End         | Peter Barnes für Verzauberter April Richard Friedenberg für Aus der Mitte entspringt ein Fluß Bo Goldman für Der Duft der Frauen Michael Tolkin für The Player                                                                                            |
| 1994 | Steven Zaillian               | Schindlers Liste                   | Jay Cocks und Martin Scorsese für Zeit der Unschuld Terry George und Jim Sheridan für Im Namen des Vaters William Nicholson für Shadowlands Ruth Prawer Jhabvala für Was vom Tage übrig blieb                                                             |
| 1995 | Eric Roth                     | Forrest Gump                       | Paul Attanasio für Quiz Show Alan Bennett für King George – Ein Königreich für mehr Verstand Robert Benton für Nobody’s Fool – Auf Dauer unwiderstehlich Frank Darabont für Die Verurteilten                                                              |
| 1996 | Emma Thompson                 | Sinn und Sinnlichkeit              | William Broyles Jr. und Al Reinert für Apollo 13 Mike Figgis für Leaving Las Vegas George Miller und Chris Noonan für Ein Schweinchen namens Babe Anna Pavignano, Michael Radford, Furio Scarpelli, Giacomo Scarpelli und Massimo Troisi für Der Postmann |
| 1997 | Billy Bob Thornton            | Sling Blade – Auf Messers Schneide | Kenneth Branagh für Hamlet John Hodge für Trainspotting – Neue Helden Arthur Miller für Hexenjagd Anthony Minghella für Der englische Patient |
| 1998 | Brian Helgeland Curtis Hanson | L.A. Confidential                  | Hossein Amini für Wings of the Dove – Die Flügel der Taube Paul Attanasio für Donnie Brasco Atom Egoyan für Das süße Jenseits Hilary Henkin und David Mamet für Wag the Dog – Wenn der Schwanz mit dem Hund wedelt                                        |
| 1999 | Bill Condon                   | Gods and Monsters                  | Scott Frank für Out of Sight Terrence Malick für Der schmale Grat Elaine May für Mit aller Macht Scott B. Smith für Ein einfacher Plan |
| 2000 | John Irving                   | Gottes Werk und Teufels Beitrag    | Frank Darabont für The Green Mile Anthony Minghella für Der talentierte Mr. Ripley Alexander Payne und Jim Taylor für Election Eric Roth und Michael Mann für Insider                                                                                     |

## 2001–2010
| Jahr | Preisträger                              | für den Film                                | Nominierungen |
| ---- | ---------------------------------------- | ------------------------------------------- | --- |
| 2001 | Stephen Gaghan                           | Traffic – Macht des Kartells                | Ethan und Joel Coen für O Brother, Where Art Thou? – Eine Mississippi-Odyssee Robert Nelson Jacobs für Chocolat – Ein kleiner Biss genügt Steven Kloves für Die WonderBoys Hui-Ling Wang, James Schamus und Kuo Jung Tsai für Tiger and Dragon                                        |
| 2002 | Akiva Goldsman                           | A Beautiful Mind – Genie und Wahnsinn       | Daniel Clowes und Terry Zwigoff für Ghost World Ted Elliott, Terry Rossio, Joe Stillman und Roger S.H. Schulman für Shrek – Der tollkühne Held Todd Field und Robert Festinger für In the Bedroom Fran Walsh, Philippa Boyens und Peter Jackson für Der Herr der Ringe: Die Gefährten |
| 2003 | Ronald Harwood                           | Der Pianist                                 | Bill Condon für Chicago David Hare für The Hours – Von Ewigkeit zu Ewigkeit Peter Hedges, Chris Weitz und Paul Weitz für About a Boy oder: Der Tag der toten Ente Charlie Kaufman und Donald Kaufman für Adaption.                                                                    |
| 2004 | Fran Walsh Philippa Boyens Peter Jackson | Der Herr der Ringe: Die Rückkehr des Königs | Shari Springer Berman und Robert Pulcini für American Splendor Brian Helgeland für Mystic River Bráulio Mantovani für City of God Gary Ross für Seabiscuit – Mit dem Willen zum Erfolg                                                                                                |
| 2005 | Alexander Payne Jim Taylor               | Sideways                                    | Paul Haggis für Million Dollar Baby Richard Linklater, Julie Delpy, Ethan Hawke und Kim Krizan für Before Sunset David Magee für Wenn Träume fliegen lernen José Rivera für Die Reise des jungen Che                                                                                  |
| 2006 | Larry McMurtry Diana Ossana              | Brokeback Mountain                          | Jeffrey Caine für Der ewige Gärtner Dan Futterman für Capote Tony Kushner und Eric Roth für München Josh Olson für A History of Violence |
| 2007 | William Monahan                          | Departed – Unter Feinden                    | Sacha Baron Cohen, Anthony Hines, Peter Baynham, Dan Mazer und Todd Phillips für Borat Alfonso Cuarón, Timothy J. Sexton, David Arata, Mark Fergus und Hawk Ostby für Children of Men Todd Field und Tom Perrotta für Little Children Patrick Marber für Tagebuch eines Skandals      |
| 2008 | Ethan und Joel Coen                      | No Country for Old Men                      | Christopher Hampton für Abbitte Sarah Polley für An ihrer Seite Ronald Harwood für Schmetterling und Taucherglocke Paul Thomas Anderson für There Will Be Blood |
| 2009 | Simon Beaufoy                            | Slumdog Millionär                           | Eric Roth und Robin Swicord für Der seltsame Fall des Benjamin Button John Patrick Shanley für Glaubensfrage Peter Morgan für Frost/Nixon David Hare für Der Vorleser |
| 2010 | Geoffrey Fletcher                        | Precious – Das Leben ist kostbar            | Neill Blomkamp und Terri Tatchell für District 9 Nick Hornby für An Education Jesse Armstrong, Simon Blackwell, Armando Iannucci und Tony Roche für Kabinett außer Kontrolle Jason Reitman und Sheldon Turner für Up in the Air                                                       |

## 2011–2020
| Jahr | Preisträger                                               | für den Film                                         | Nominierungen |
| ---- | --------------------------------------------------------- | ---------------------------------------------------- | --- |
| 2011 | Aaron Sorkin                                              | The Social Network                                   | Danny Boyle und Simon Beaufoy für 127 Hours Michael Arndt, John Lasseter, Andrew Stanton und Lee Unkrich für Toy Story 3 Ethan und Joel Coen für True Grit Debra Granik und Anne Rosellini für Winter’s Bone                                                            |
| 2012 | Alexander Payne Nat Faxon Jim Rash                        | The Descendants – Familie und andere Angelegenheiten | George Clooney, Grant Heslov und Beau Willimon für The Ides of March – Tage des Verrats John Logan für Hugo Cabret Bridget O’Connor und Peter Straughan für Dame, König, As, Spion Steven Zaillian, Aaron Sorkin und Stan Chervin für Die Kunst zu gewinnen – Moneyball |
| 2013 | Chris Terrio                                              | Argo                                                 | Lucy Alibar, Benh Zeitlin für Beasts of the Southern Wild David Magee für Life of Pi: Schiffbruch mit Tiger Tony Kushner für Lincoln David O. Russell für Silver Linings                                                                                                |
| 2014 | John Ridley                                               | 12 Years a Slave                                     | Richard Linklater, Julie Delpy, Ethan Hawke für Before Midnight Billy Ray für Captain Phillips Steve Coogan und Jeff Pope für Philomena Terence Winter für The Wolf of Wall Street                                                                                      |
| 2015 | Graham Moore                                              | The Imitation Game – Ein streng geheimes Leben       | Jason Hall für American Sniper Paul Thomas Anderson für Inherent Vice – Natürliche Mängel Anthony McCarten für Die Entdeckung der Unendlichkeit Damien Chazelle für Whiplash                                                                                            |
| 2016 | Charles Randolph Adam McKay                               | The Big Short                                        | Emma Donoghue für Raum Drew Goddard für Der Marsianer – Rettet Mark Watney Nick Hornby für Brooklyn – Eine Liebe zwischen zwei Welten Phyllis Nagy für Carol |
| 2017 | Barry Jenkins Tarell Alvin McCraney                       | Moonlight                                            | Eric Heisserer für Arrival August Wilson für Fences Allison Schroeder und Theodore Melfi für Hidden Figures – Unerkannte Heldinnen Luke Davies für Lion – Der lange Weg nach Hause                                                                                      |
| 2018 | James Ivory                                               | Call Me by Your Name                                 | Scott Neustadter und Michael H. Weber für The Disaster Artist Scott Frank, James Mangold und Michael Green für Logan – The Wolverine Aaron Sorkin für Molly’s Game – Alles auf eine Karte Virgil Williams und Dee Rees für Mudbound                                     |
| 2019 | Charlie Wachtel David Rabinowitz Kevin Willmott Spike Lee | BlacKkKlansman                                       | Ethan und Joel Coen für The Ballad of Buster Scruggs Nicole Holofcener und Jeff Whitty für Can You Ever Forgive Me? Barry Jenkins für If Beale Street Could Talk Eric Roth, Bradley Cooper und Will Fetters für A Star Is Born                                          |
| 2020 | Taika Waititi                                             | Jojo Rabbit                                          | Steven Zaillian für The Irishman Todd Phillips und Scott Silver für Joker Greta Gerwig für Little Women Anthony McCarten für Die zwei Päpste |

## 2021–2030
| Jahr | Preisträger                        | für den Film          | Nominierungen |
| ---- | ---------------------------------- | --------------------- | --- |
| 2021 | Christopher Hampton Florian Zeller | The Father            | Ramin Bahrani für Der weiße Tiger Sacha Baron Cohen, Anthony Hines, Dan Swimer, Peter Baynham, Erica Rivinoja, Dan Mazer, Jena Friedman, Lee Kern und Nina Pedrad für Borat Anschluss Moviefilm Kemp Powers für One Night in Miami Chloé Zhao für Nomadland                                |
| 2022 | Siân Heder                         | Coda                  | Jane Campion für The Power of the Dog Ryūsuke Hamaguchi und Takamasa Ōe für Drive My Car Maggie Gyllenhaal für Frau im Dunkeln Eric Roth, Jon Spaihts und Denis Villeneuve für Dune |
| 2023 | Sarah Polley                       | Die Aussprache        | Edward Berger, Lesley Paterson und Ian Stokell für Im Westen nichts Neues Peter Craig, Ehren Kruger, Justin Marks, Eric Warren Singer und Christopher McQuarrie für Top Gun: Maverick Kazuo Ishiguro für Living – Einmal wirklich leben Rian Johnson für Glass Onion: A Knives Out Mystery |
| 2024 | Cord Jefferson                     | Amerikanische Fiktion | Noah Baumbach und Greta Gerwig für Barbie Jonathan Glazer für The Zone of Interest Tony McNamara für Poor Things Christopher Nolan für Oppenheimer |
| 2025 | Peter Straughan                    | Konklave              | Clint Bentley, Greg Kwedar, Clarence Maclin und John Whitfield für Sing Sing Jacques Audiard, Thomas Bidegain, Nicolas Livecchi und Léa Mysius für Emilia Pérez Jay Cocks und James Mangold für Like A Complete Unknown Joslyn Barnes und RaMell Ross für Nickel Boys                      |